# Надгробный памятник Шекспиру
Надгробный памятник Шекспиру (англ. Shakespeare's funerary monument) — мемориал Уильяма Шекспира, расположенный внутри церкви Святой Троицы в городе Стратфорд-на-Эйвоне, Великобритания — церкви, в которой Шекспир в своё время был крещён.
Точная дата установки памятника неизвестна, но это произошло до 1623 года, поскольку в этом году было издано первое собрание пьес Шекспира, в предисловии к которому поэт Леонард Диджес упоминает «Стратфордский монумент». Поэт и антиквар Джон Уивер упоминает в своих заметках эпитафию на памятнике Шекспиру, и анализ его рукописи, выполненный литературоведом Кэтрин Дункан-Джонс, даёт основания предполагать, что Уивер посетил Стратфорд не позднее чем в 1617—1618 годах.
Памятник был отреставрирован в 1748—1749 годах и за свою историю несколько раз перекрашивался.

## Описание
Памятник работы Джерарда Джонсона высечен из бледно-голубого известняка и установлен на северной стене алтаря. Памятник выполнен в виде поясной скульптуры Шекспира с гусиным пером в правой руке, левая рука лежит на листе бумаги, и обе они покоятся на мешке с шерстью — символе процветания этого края. Шекспир изображён скульптором в застегнутом камзоле, вероятно, первоначально имевшем алый цвет, с карими глазами, каштановыми волосами и бородой. Подобный стиль изображения чаще всего использовался при изготовлении памятников богословам, учёным и представителям других профессий, связанных с умственным трудом. Это скульптурное изображение считается одним из двух изображений, отображающих внешний облик Уильяма Шекспира. Две коринфские колонны чёрного полированого мрамора, обрамляющие скульптуру драматурга, поддерживают карниз, на котором находятся две маленькие фигуры херувимов: левый с лопатой в руках олицетворяет труд, правый с черепом и опрокинутым факелом — покой. Между херувимами расположен герб рода Шекспиров, на котором изображены нашлемник и геральдически украшенный щит, высеченные в виде барельефа на прямоугольной каменной плите. Верхняя часть памятника выполнена в виде пирамиды, на вершине которой помещен ещё один череп — с пустыми глазницами и без нижней челюсти. Наличники, фриз и карниз изначально были изготовлены из белого алебастра, который был заменён в 1749 году белым мрамором.

## Эпитафия

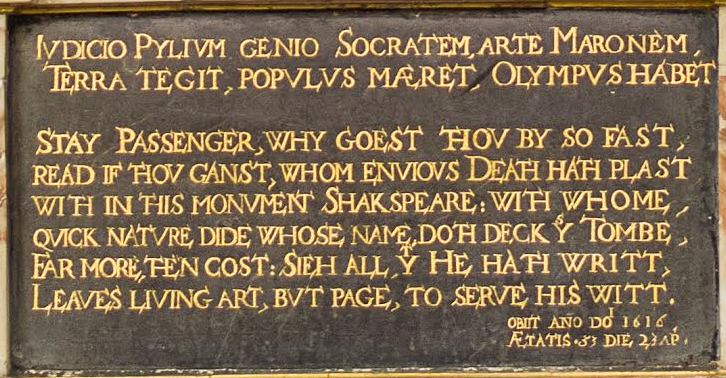
Мемориальная табличка на памятнике Шекспиру.

Под фигурой Шекспира размещена табличка, на которой выгравирована эпитафия на латыни и стихотворение на английском языке.
Эпитафия представляет собой латинское двустишие (элегический дистих) и гласит:

IVDICIO PYLIUM, GENIO SOCRATEM, ARTE MARONEM,

TERRA TEGIT, POPULUS MÆRET, OLYMPUS HABET
То есть: «Умом подобного Нестору, гением — Сократу, искусством — Марону, его земля покрывает, народ оплакивает, Олимп приемлет».
| Под эпитафией размещено стихотворение на английском языке, приписываемое Бену Джонсону или Драйтону, которое гласит: STAY PASSENGER, WHY GOEST THOV BY SO FAST? READ IF THOV CANST, WHOM ENVIOVS DEATH HATH PLAST WITH IN THIS MONVMENT SHAKSPEARE: WITH WHOME, QVICK NATVRE DIDE: WHOSE NAME, DOTH DECK YS TOMBE, FAR MORE, THEN COST: SIEH ALL, YT HE HATH WRITT, LEAVES LIVING ART, BVT PAGE, TO SERVE HIS WITT. | В русском переводе: Постой, путник, зачем спешишь ты мимо? Прочти, если умеешь, кого завистница-смерть положила под этот камень Шекспир — от нас ушёл человек живого нрава. Его имя украшает эту могилу больше, чем всё её убранство, Ведь то, что он написал, заставляет живущих склониться перед его гением. |

## История

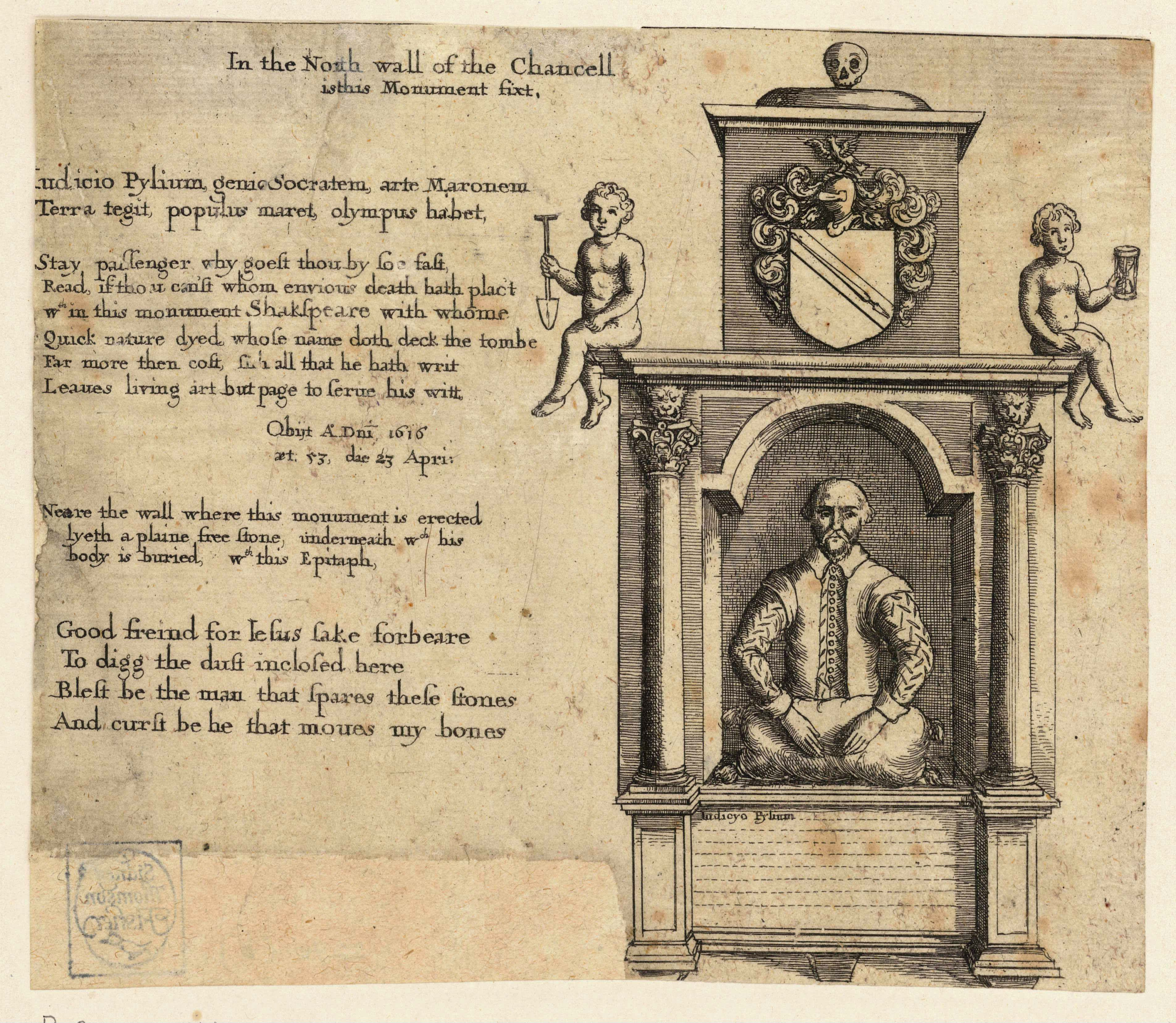
Иллюстрация к книге «Древности Уорикшира», 1656 г.

Первое изображение памятника, опубликованное в печатных изданиях, появилось в книге Уильяма Дагдейла «Древности Уорикшира» (англ. Antiquities of Warwickshire), опубликованной в 1656 году, в виде гравюры, выполненной, вероятно, В.Холларом с грубого рисунка, сделанного самим Дагдейлом. На этой картинке у статуи Шекспира отсутствуют перо и бумага, а руки заняты подушкой, которую он прижимает к телу. Поза статуи Шекспира на этом рисунке вызывала многочисленные насмешки, в частности, искусствовед Марион Шпильман съязвил, что Шекспир прижимает подушку к паху, по-видимому, из-за болей в животе.
Издание шекспировских пьес 1725 года, осуществлённое Александром Поупом, содержит первый достаточно точный рисунок памятника, выполненный гравёром Джорджем Вертью в 1723 году.

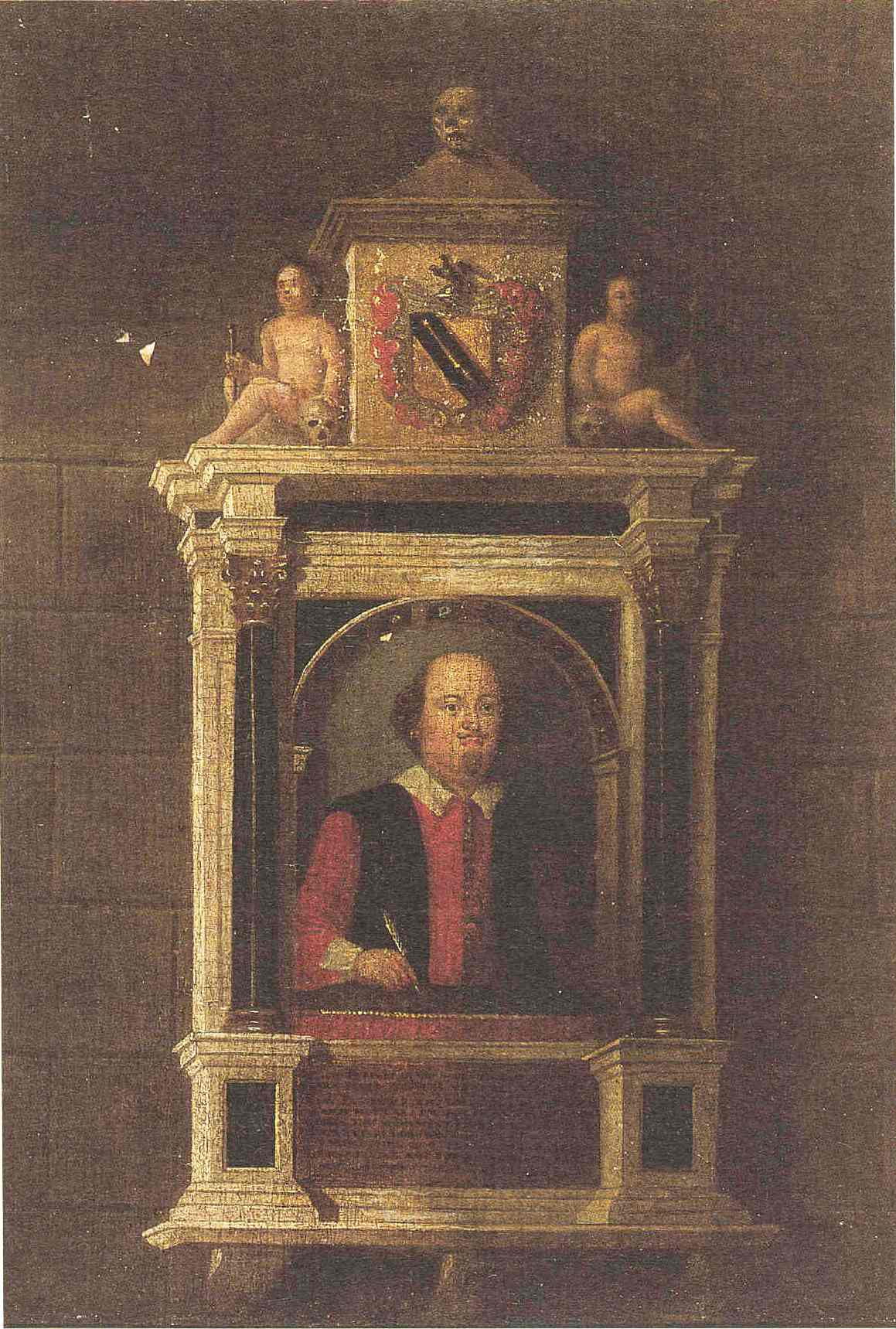
Рисунок Д.Холла — памятник перед реставрацией 1748—1749 годов.

В 1748—1749 годах была проведена реставрация памятника. Чтобы собрать необходимые средства, преподаватель стратфордской гимназии Парсон Грин, организовал в Стратфорде представления пьес Шекспира, выручка от которых пошла на реставрацию. В этом начинании его поддержала компания известного актёра и антрепренёра Джона Уорда, которая согласилась сыграть «Отелло» в мэрии Стратфорда 9 сентября 1746 года, а средства от спектакля пожертвовать на реставрацию памятника драматургу.
Перед реставрацией в целях сохранения первоначального вида памятника Джон Холл, мастер из Бристоля, сделал специальный рисунок, а сам Грин изготовил гипсовый слепок головы памятника. В ходе реставрации памятник был сохранён в первоначальном виде, была обновлена покраска и позолота, кроме того, наличники, фриз и карниз, изначально изготовленные из алебастра, были заменены на мраморные.
За время существования надгробный памятник Шекспиру неоднократно становился жертвой вандализма. В частности, гусиное перо, которое статуя держит в руке, неоднократно похищали, после чего его заменяли новым. В 1793 году известный шекспировед Эдмунд Мэлоун убедил викария Церкви Святой Троицы покрасить памятник в белый цвет, в соответствии с тогдашней модой на неоклассицизм. В 1861 году белая покраска была удалена и памятник вновь был перекрашен в изначальную цветовую гамму.
В 1973 году неизвестные злоумышленники вытащили статую Шекспира из ниши, повредив её. После этого инцидента статую обследовал американский шекспировед Сэмюэль Шёнбаум, который пришёл к выводу, что памятник получил «лишь незначительные повреждения». Представители местной полиции пришли к мнению, что злоумышленники искали неизвестные рукописи Шекспира, которые якобы были спрятаны внутри памятника.

## Галерея

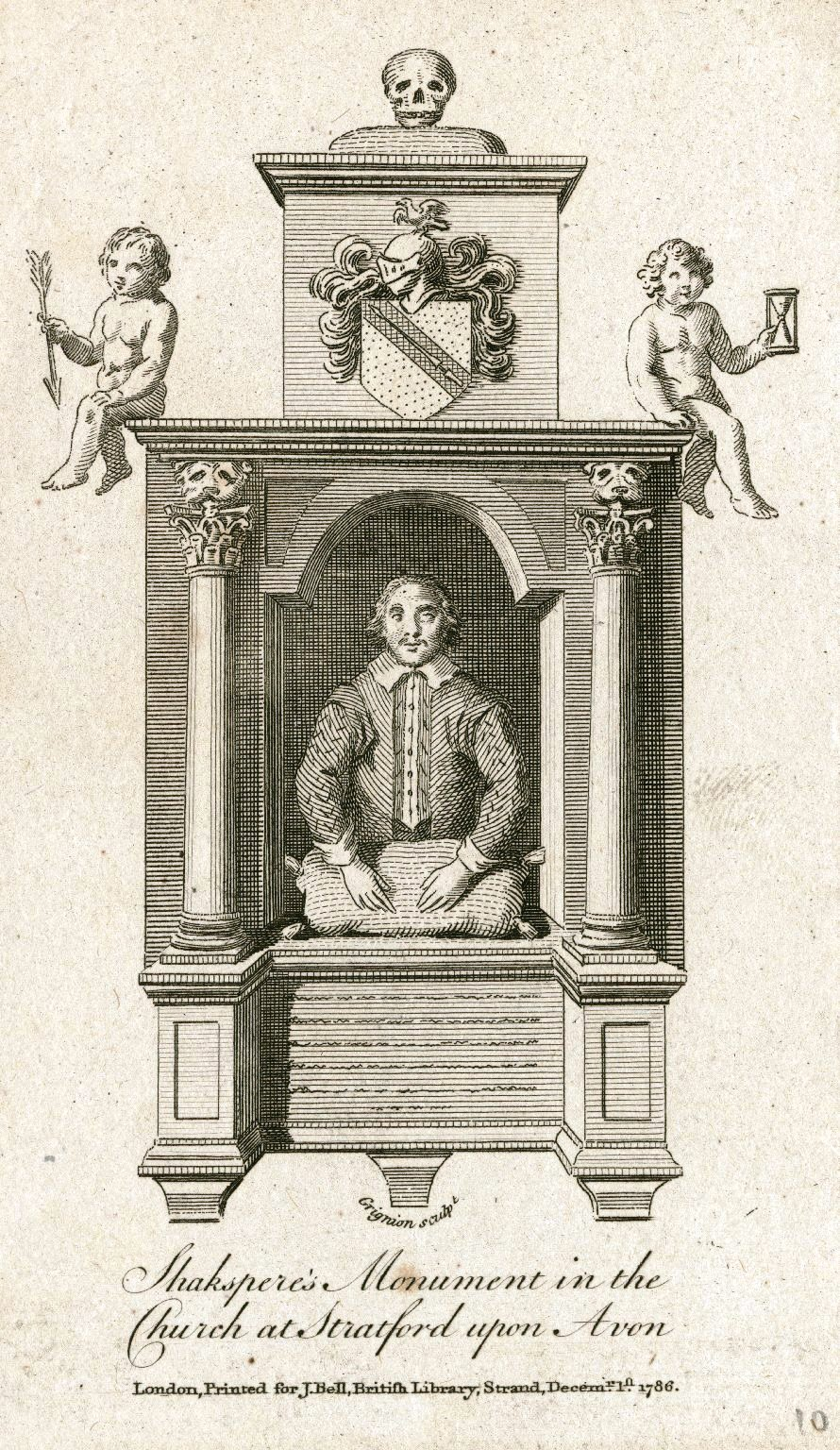
Рисунок Чарльза Гриньона-старшего, опубликован в издании Шекспира 1786 года.
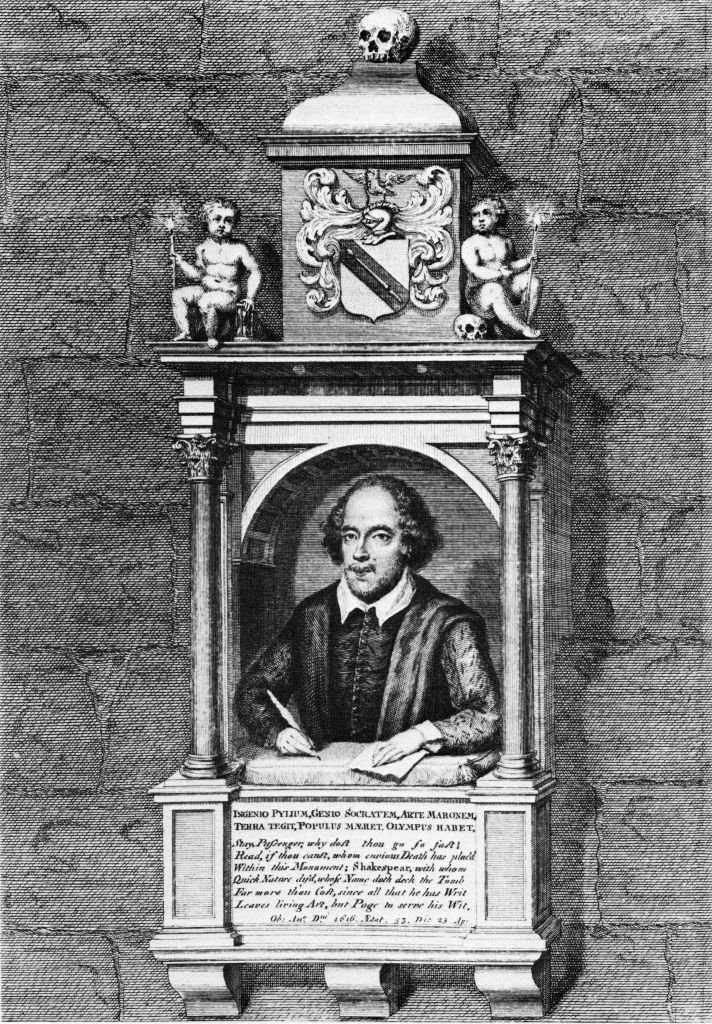
Иллюстрация Д.Вертью к изданию 1725 г., на основе его собственного рисунка и Чандосовского портрета.
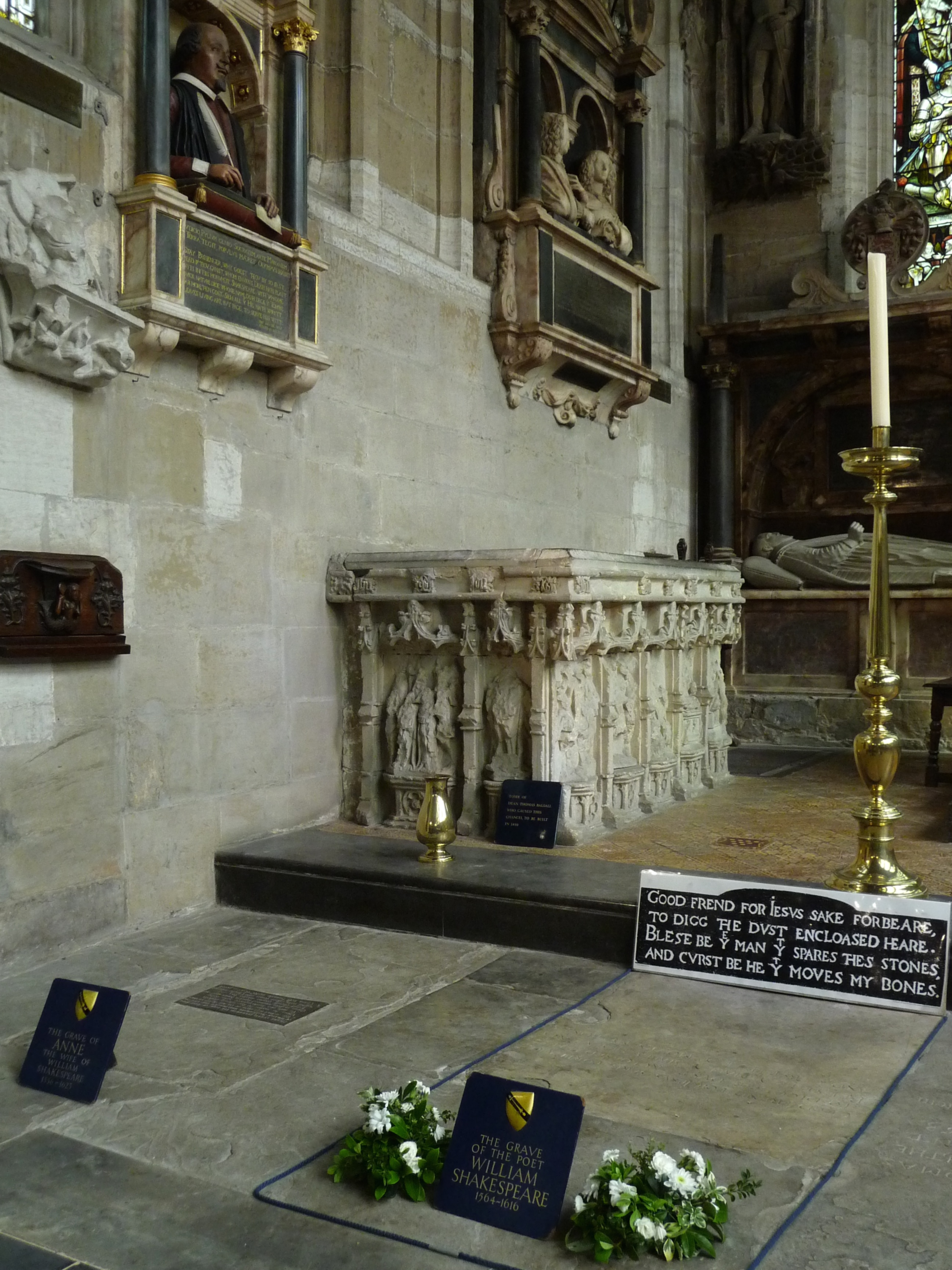
Общий вид могил Шекспира и его жены на фоне памятника.
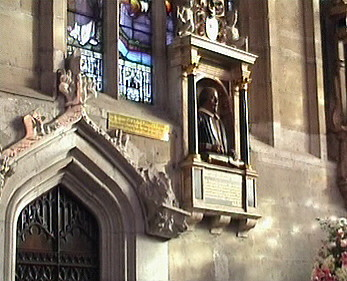
Вид памятника сбоку.